# Tintina
Tintina är en ort i Argentina.   Den ligger i provinsen Santiago del Estero, i den norra delen av landet, 900 km norr om huvudstaden Buenos Aires. Tintina ligger 166 meter över havet och antalet invånare är 3 868.
Terrängen runt Tintina är mycket platt. Trakten runt Tintina är nära nog obefolkad, med mindre än två invånare per kvadratkilometer.. Det finns inga andra samhällen i närheten.
I omgivningarna runt Tintina växer i huvudsak lövfällande lövskog.